# W. Sidney Allen
William Sidney Allen, FBA (Londen, 18 maart 1918 – Cambridge, 22 april 2004), was een Brits taalkundige en klassiek filoloog.
Allen is voornamelijk bekend als auteur van Vox Latina (1965) en Vox Graeca (1968), waarin hij een nauwgezette behandeling publiceerde van het klanksysteem van het Latijn en Oudgrieks. Zijn werken waren niet enkel invloedrijk voor het universitaire onderwijs van de klassieke talen, maar ook voor een breder publiek aan leraren, scholieren en hedendaagse amateurlatinisten en -graecisten.
In 1973 werd Allen verkozen als Fellow van de British Academy, die een belangrijke rol speelde in de erkenning van de taalkunde als academische discipline. Dat kwam doordat binnen de Academy de sectie Philology werd uitgebreid om ook Linguistics in het algemeen te omvatten, iets waar Allen in een vroeg stadium bij betrokken was..

## Geselecteerde werken
- Phonetics in Ancient India (1953)
- On the Linguistic Study of Languages (1957)
- Sandhi: the theoretical, phonetic, and historical bases of word-junction in Sanskrit (1962)
- Vox Latina (1965)
- Vox Graeca (1968)
- Accent and Rhythm (1973)[4]